# Francesc Vigé
Francesc Vigé (Pià, 1653 - Perpinyà, 29 d'abril del 1707) va ser un impressor de Perpinyà. Com altres impressors de la seva època, però, també feu funcions d'editor, impulsant la publicació dels textos, i de llibreter, venent-los.

## Biografia
Durant vuit anys va fer l'aprenentatge a la impremta de la seva cunyada, vídua i successora de l'impressor Joan Figuerola. A partir del 1687 tingué botiga de llibres i impremta a la plaça Nova de Perpinyà, i amb el temps l'ajudaria el seu fill Josep (nascut el 1681). Vigé publicà principalment factums (escrits d'al·legacions en causes judicials), butlles d'indulgències, sermons de difunts i goigs, però fou també l'impressor de la traducció catalana feta de Pere Bonaura de l'Imitatio Christi de Tomàs de Kempis
Després de la mort de Francesc Vigé, la impremta continuà amb el nom de Veuve Vigé ("vídua de Vigé") fins al 1714, quan se'n va fer càrrec Josep Vigé, fill d'en Francesc, que es dedicà a la impressió de fullets. El 1727, Antoni Reyner comprà la impremta i, poc després, aquesta era fusionada amb la de Francesc Reyner, també de Perpinyà.

## Impressions

### Impressions de Francesc Vigé
- Facti discursus et iuris responsum in favorem Montserrati Puigsech et Raphaelle Puigsech et Altimir conjugum urbitis Illiberitanae… contra Ludovicum Crestina et Josephum Crestina s.a.
- Iuris et facti discursus in causa vertente in suprema curia ruscionensi inter nobilem Franciscum de Xammar argentem contra ... Hyacintum Ferran s.a.
- Octavarium Elnense seu lectiones secundii ac tertii nocturni Francesc Vigé, 1680 (?)
- Mýstica ciudad de Dios, milagro de su omnipotencia y abismo de la gracia, historia divina y vida de la Virgen madre de Dios... manifestada en estos últimos siglos por la misma Señora a su esclava Sor María de Jesus (edició d'Antoni Ignasi Descamps i de Riu, encarregada als impressors Vigé i Bartomeu Breffel) 1684-1690
- Catenam auream doctrinae Thomisticae autoritatibus antiquorum Patrum compactam, ab Augustino et Thoma firmatam 1687
- Relació a l'estil y forma que se guarda en pràctica de l'exercici de l'Art de Contrició y de la Estació de les Set Esglésies que·s fa en estos comtats de Rosselló y Conflent 1689
- Octavarium Elnense seu lectiones secundii ac terti nocturni 1690
- Responsa… de Calvo… pro conventus Sancti Martini de Canigó… contra sequestratorem 1691
- Responsa super dubia orta ex processu vertenti in suprema curia inter syndicum actorem et procuratorem conventus Sancti Martino de Canigó 1691
- Offici menor de Nostre Senyora, ab las rúbricas en cathalà 1692
- Summari de totas las gracias y indulgencias concedidas als confrares de la Confreria de la Passio y preciosa Sanch de Christo Redemptor nostre 1692
- Factum pour noble Jean-Baptiste Roby contre les mariés Rovira – Moran 1694
- Summari de las Indulgèncias concedidas per nostre santíssim pare Innocenci XI als confrares de la confraria de Nostra Senyora del Castell de Ultrera 1694
- Tomàs de Kempis Tractat de la imitació de Christo y menyspreu del món… traduhït en llengua catalana de son original llatí per lo reverent Pere Bonaura 1698
- Dominique Laplace Oraison funèbre de M. le comte de Chasseron, prononcée dans l'Église cathédrale de Perpignan le dix-septième decembre 1697 1698
- Dominique Laplace Oraison funèbre de messire Raymond de Trobat… Prononcée dans l'église de Leule de Perpignan. Le vingt-quatrième avril 1698 1698
- Serenissim senyor. Per fer veurer ab quanta temeritát, Anton Berart notari de Figueres, pretén esser conservat en la possessió del Lloch de Buadella 1699
- Iuris responsum in favorem Honorati Clavaria legum baccalaurei et mercatoris matriculati Perpiniani contra Gasparem Laporta 1699 (o 1694)
- Joan Costa Oratio de scholarum perpinianensis instauratione habita coram… urbibus consultibus in solemnibus totius academie comitiis 1700
- Juris discursus in favorem syndicorum Praesbiterorum Pratorum de Mollo contra Joannem Santgerma 1705
- Goigs: Goigs de Nostra Senyora de l'Esperança, 1692; Goigs en alabança del gloriós patriarca sant Josep, de 1695; Goigs del gloriós pare sant Antoni de Pàdua confessor i Goigs de sant Ferriol, de 1699

### Impressions de la vídua de Francesc Vigé
- Claudio Viexmonsio Exortació a la penitència, traduhida de Llatí en català per...Francesch de Queralt 1707 (2a. impressió)
- Novena del glorios patriarca Sant Josep...traduhida de castella en vulgar idioma català per...Rafael Crusat 1711
- Mélithon Novena a la Mare de Déu de l'Esperança 1713
- Requeste remonstrative... 1713

### Impressions de Josep Vigé
- Josep Carrera Animadversiones in circulatores 1714
- Raffel Crusat Novena en veneració del gloriós S. Antoni de Padua 1714
- Illustrissimo ac nobilissimo Do. Jacobo de Cassagnet Tilladet... (Theses ex subtili scoti theologia selectiores quas tueri conabuntur Joan.-Ant. Malhabiou et Marcelinus Merle) 1715
- Discours en fait et en droit pour Dame Dona Marianne de Réart et de Maduixer, et le S. Don Antoine de Réart, mère et fils, demandeurs contre Me. Raymond Rovira Mauran, advocat en la cour, et les syndics de la venerable communaute des Prêtres de l'église Saint-Jean de la ville de Perpignan, deffendeurs 1717
- Requête remonstrative de Jacques Rodo pagès habitant au Mas dit Den Fontana, scis au terroir de Céret, contre Joseph Anglada, marchand-droguiste de la ville de Céret et Marie Anglada et Roure son épouse 1718
- Miracles de saint François de Paule 1722
- Instruction pour les mariés Casanovas-Gely contre Joseph Pons 1722
- Relation de la fête et des réjouissances faites à Perpignan le 29. novembre 1722... à l'occasion du sacre et couronnement de Louis XV 1722
- Goigs de Nostra Senyora de Gracia... de les Escaldes 1724